# Едвард Артур Фіцджеральд
Едвард Артур Фіцджеральд (англ. Edward Arthur FitzGerald; 10 травня 1871, Літчфілд — 2 січня 1931, Лондон) — американський альпініст та британський військовик, відомий тим, що очолив експедицію, яка здійснила у 1897 році перше сходження на Аконкагуа (6962 м), найвищу гору Південної Америки.

## Коротка довідка

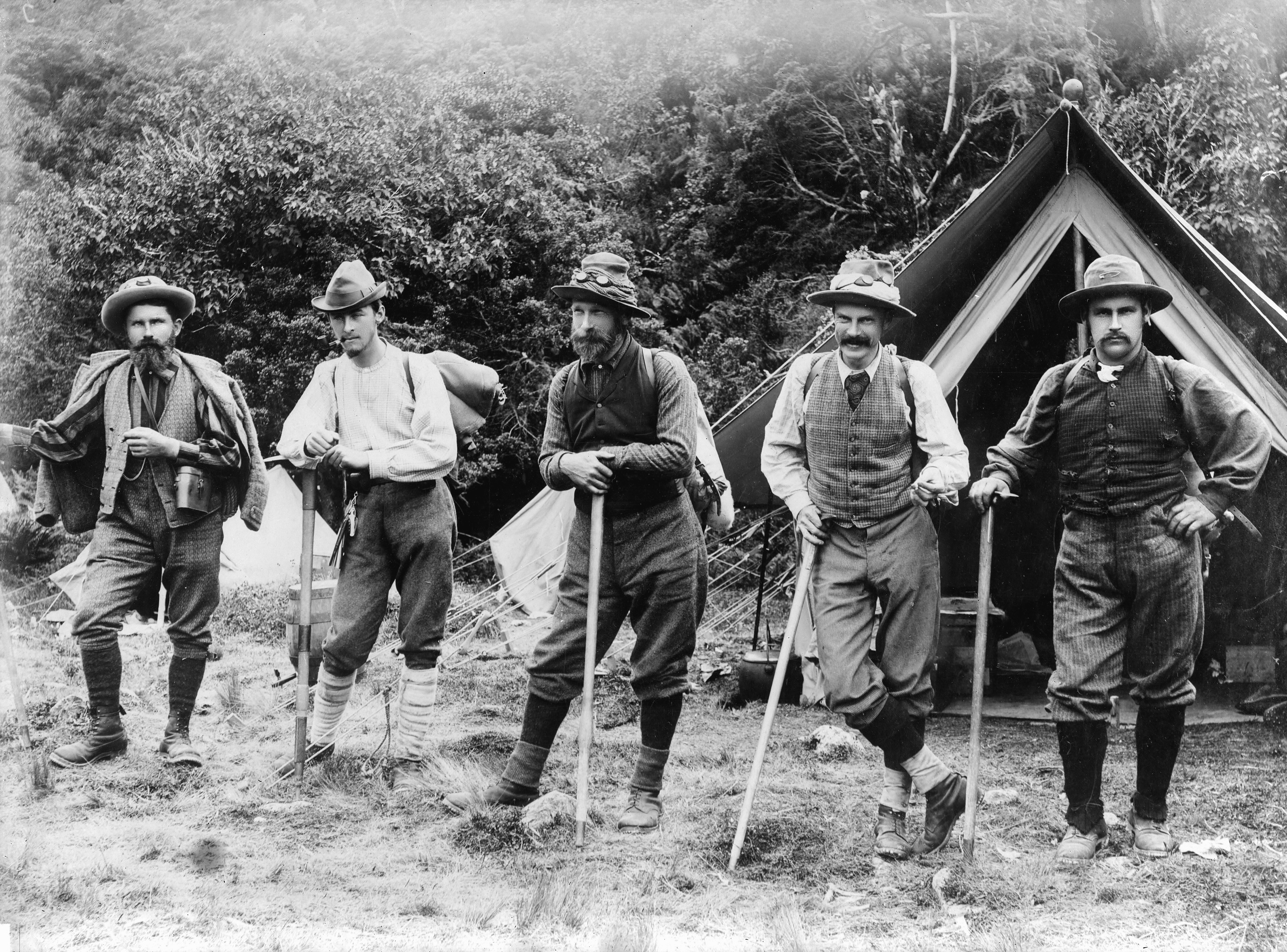
Альпіністи в Тасмановій долині Нової Зеландії (зліва направо): Матіас Зурбріґґен, Фізджеральд, Артур Оллів'є, Джордж Едвард Маннерінґ та Джек Адамсон

Фіцджеральд народився 10 травня 1871 року у місті Лічфілді, штат Коннектикут (США), і був третім сином Вільяма Джона Фіцджеральда, адвоката, британського підданого, та Мері, дочки Елі Вайт, Нью-Йорк. Він отримав освіту в школі Сент-Пол, у місті Конкорд, штат Нью-Гемпшир, і в Трініті-коледжі, Кембридж, покинувши коледж у 1890 році, не закінчивши курс навчання. Його старшим братом був Августин (на ім'я Остін), художник, а старшою сестрою — Кароліна, поетеса.

## Альпінізм
У 1894 році Едвард приєднався до гімалайського дослідника Мартіна Конвея для походу через Альпи, де зустрівся зі швейцарським гідом та альпіністом Матіасом Зурбріґґеном. Будучи достатньо враженим цією особистістю, Фіцджеральд вирішив найняти Зурбріґґена своїм провідником на найближчі п'ять років.
У 1894/95 роках Фіцджеральд відправився до Нової Зеландії, збираючись здійснити перше сходження на найвищу вершину цієї країни — гору Кука (3724 м), але місцеві альпіністи, стурбовані тим, що іноземці першими можуть піднятися на їх найвищу гору, піднялися на неї через кілька днів після прибуття Фіцджеральда. Він і Зурбріґґен здійснили перший підйом на гору Сефтон (3151 м), а разом з новозеландцем Джеком Кларком (який здійснив перше сходження на гору Кука) здійснили перші підйоми на гори Сілі (2627 м), Сільбергорн (3300 м), Тасман (3497 м) та Гайдінґер (3070 м).

## Експедиція Аконкагуа
У 1896/97 Фіцджеральд особисто профінансував та очолив велику експедицію до Південної Америки для завершення наукових досліджень та здійснення перших підйомів на найвищі вершин Анд. До складу експедиції увійшли геолог, геодезист, інженер та натураліст, а також шість альпійських гідів під керівництвом Матіаса Зурбріґґена. Після розвідки підходу долини Вакас до Аконкагуа (6962 м), Фіцджеральд зробив базовий табір на висоті близько 4250 м у долині Горконес, звідки було зроблено декілька спроб досягти вершини по маршруту, який згодом став відомий, як «нормальний маршрут». За шість тижнів до того, як Зурбріґґен вперше підкорив вершину 14 січня 1897 року, було зроблено п'ять невдалих спроб сходження. Під час підйому Фіцджеральд був весь час із Зурбріґґеном, але при всіх спробах на висоті близько 6000 м його починало нудити. Зрештою, побоюючись, що він ніколи не досягне вершини і не буде здійснено перше сходження на Аконкагуа, він відправив Зурбріггена на штурм вершини одного.
Після підйому Зурбріґґена настав період сильного снігопаду, під час якого не можна було робити ніяких подальших спроб, але Фіцджеральд продовжив штурм вершини через місяць. Під час сходжень йому знову ставало погано, але 13 лютого 1897 на вершину піднялися англієць Стюарт Вайнз та італійський гід Нікола Ланті. Пізніше в парі Вайнз і Зурбріґґен здійснили перше сходження на гору Тупунґато (6570 м).

## Кар'єра та особисте життя
У 1900 році Фіцджеральд приєднався до імперського йоменрі для участі у Південно-Африканській війні, де він отримав військове звання молодшого лейтенанта 5-го драгунського гвардійського полку і першого лейтенанта в 1901 році. Пізніше він був переведений у 6-й драгунький полк, у 1906 році отримав звання капітана, а в 1912 році — майора. Він працював у Військовому відомстві з 1914 по 1919 рік. У 1903 році він припинив сходження після нещасного випадку в Церматті і одружився з мандрівницею та письменницею Мені Мюріель Дові (1866—1945).
Едвард Артур Фіцджеральд помер 2 січня 1931 року в Лондоні на 60-му році життя.

## Спадщина
Фіцджеральд згадується в науковій назві виду південноамериканської ящірки — Liolaemus fitzgeraldi з роду Liolaemus, відкритим Джорджем Буленджером у 1899 році.